# Hallgrímur Pétursson

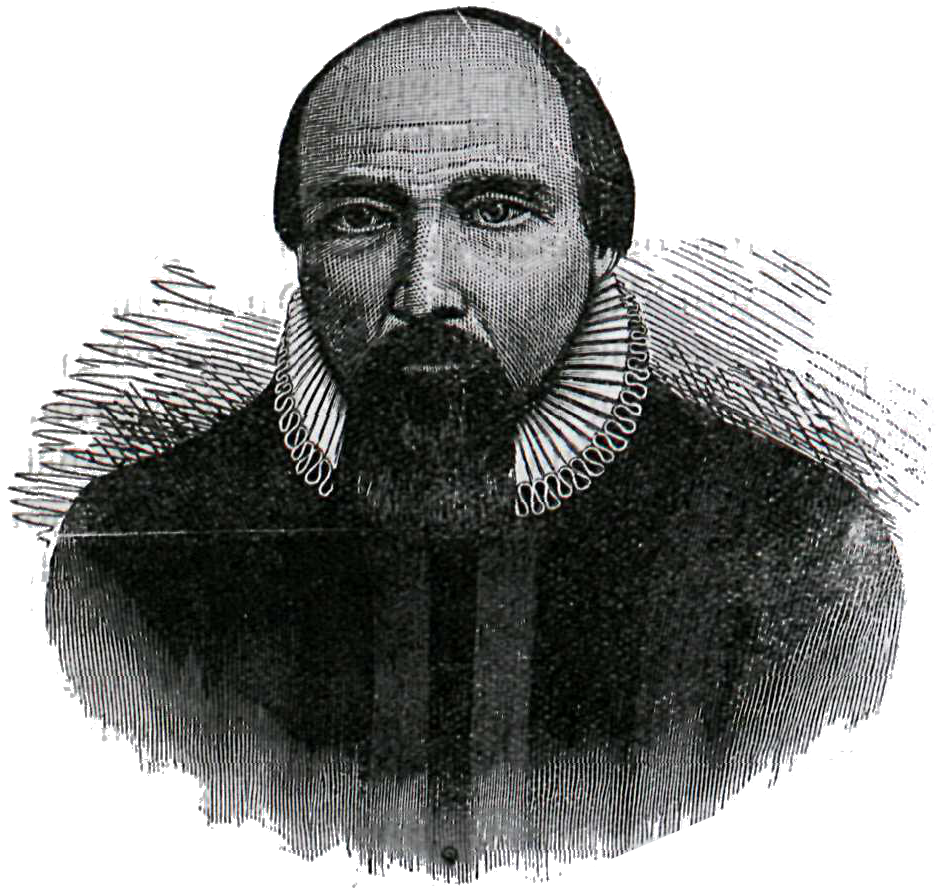
Hallgrímur Pétursson.

Hallgrímur Pétursson, född 1614 på Gröf i Island, död 27 oktober 1674 på gården Ferstikla vid Hvalfjarðarströnd, var präst i Hvalneskirkja och Saurbær i Hvalfjörður och en av Islands mest berömda psalmförfattare och poeter. Hans mest kända verk är hans passionspsalmer. Flera kyrkor har fått namn efter honom, främst bland dem Hallgrímskyrkan i Reykjavik. Hans psalmer har översatts till många språk och finns bland annat i danska Psalmebog for Kirke og Hjem.

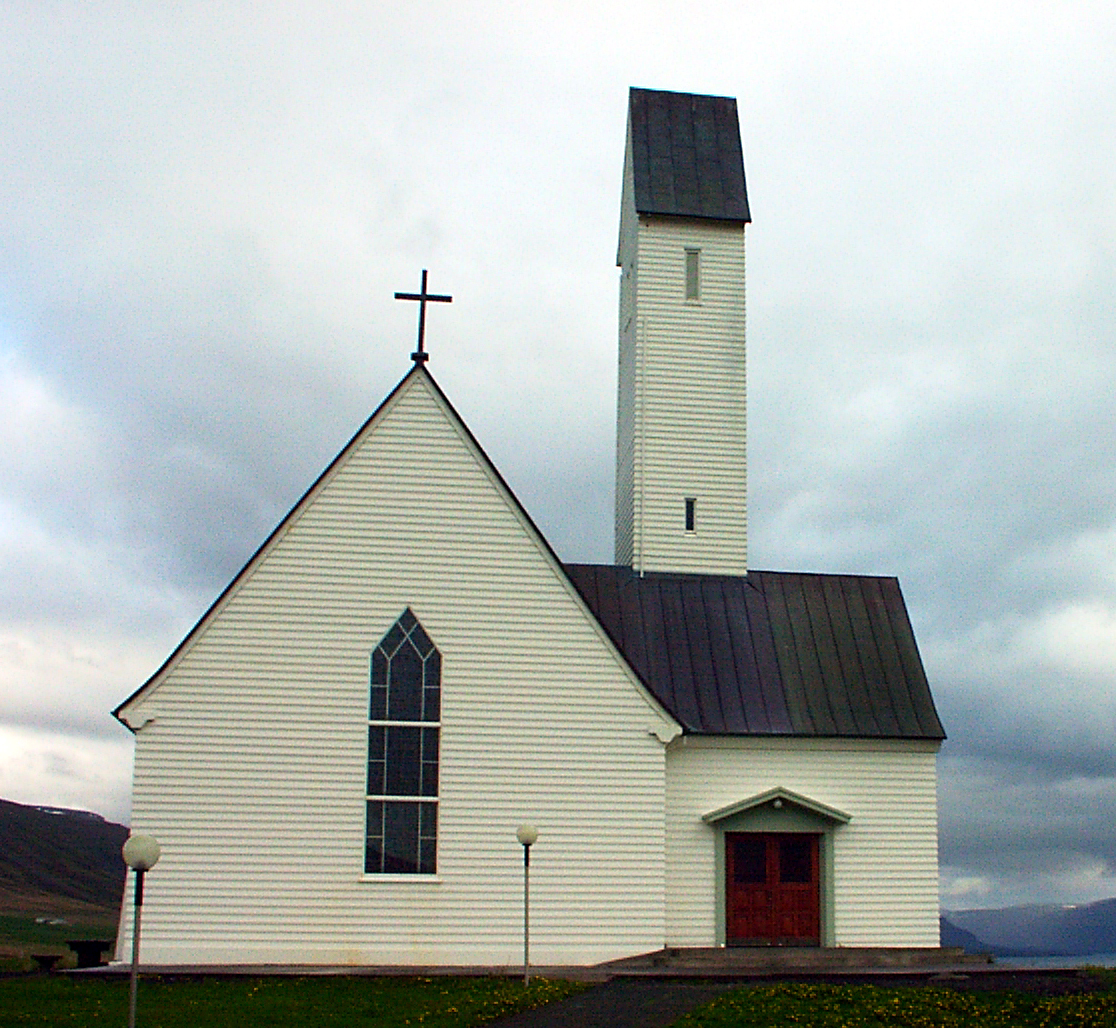
Hallgrímskyrkan (Saurbær i Hvalfjörður).

## Levnad
Hallgrímur växte upp i Hólar, där hans far, Pétur Guðmundsson, fått tjänst som klockare. Modern hette Solveig Jónsdóttir.
Hallgrímur sattes i domkyrkoskolan i Hólar, men blev troligen relegerad för att ha diktat smädevisor om sina lärare. Han sägs ha haft mycket lätt för att rimma. Nu skickades han i stället till Glückstadt i Holstein för att lära sig ett yrke. Några år senare gick han som smedlärling i Köpenhamn. Av en slump råkade han där träffa landsmannen Brynjólfur Sveinsson, som senare skulle bli biskop i Skálholt. De båda blev vänner och Brynjólfur lyckades få honom inskriven i Vor Frue Skole, där han snart utmärkte sig som en av skolans bästa elever.
År 1636, innan Hallgrímur ännu hade slutfört sina studier, anlände till Köpenhamn ett skepp med friköpta trälar, vilka nio år tidigare hade tagits av algeriska slavjägare på Island. Hallgrímur fick nu till uppgift att undervisa dessa landsmän i kristendomskunskap, då deras tro kunde befaras vara ″blandad″ efter så lång tids vistelse bland ″hedningar″. Hallgrímur förälskade sig i en av de frigivna, en gift kvinna vid namn Guðríður Símonardóttir. Hon var 16 år äldre än honom och hennes man antogs vara kvar på Island då han hade klarat sig undan slavjägarna. Då gruppen året därpå skickades hem följde Hallgrímur med henne utan att ha slutfört sina studier. De ankom till Keflavík på våren 1637. Guðríður var då med barn varför båda kunde anklagas för äktenskapsbrott. Det visade sig emellertid att Guðríður hade blivit änka, och att hennes man dött innan hon och Hallgrímur hade kommit samman. De kunde därför gifta sig med varandra, men måste dock betala böter för otukt, vilket löstes genom en insamling anordnad av vänner. Kort därefter föddes sonen Eyjólfur, det enda av deras barn som skulle leva till vuxen ålder.
Paret slog sig ner i Njarðvík, där Hallgrímur sägs ha försörjt familjen genom fiske och tillfälliga påhugg hos danska köpmän i Keflavík. Men troligen arbetade han också som skrivare. Man hade vid denna tid börjat samla in medeltida handskrifter, vilka kopierades varpå originalen i vissa fall skickades till ″Den Kongelige Samling″ i Köpenhamn. En av de främsta handskriftssamlarna var Brynjólfur Sveinsson, som nu hade blivit biskop i Skálholt. Det är troligt att det var via denna handel som de båda vännernas vägar på nytt kom att korsas. Åter trädde Brynjólfur in som välgörare. Han hade blivit varse en ledig prästtjänst i Hvalsnes 1644, helt nära den plats där Hallgrímur bodde. Han lät nu prästviga sin vän, trots att denne saknade teologisk examen, och gav honom den lediga platsen. Det uppges att många i trakten tyckte det var konstigt att biskopen upphöjde denne fattige man som de hade sett som en av sina egna, men de ändrade sig då de hörde honom predika. Han sägs ha varit en gudabenådad talare.
Några år senare, 1651, förflyttades Hallgrímur till Saurbær i Hvalfjarðarsveit, vilket var en uppgradering eftersom detta var en betydligt rikare församling. Men snart upptäcktes att Hallgrímur hade drabbats av spetälska. Det var en långsamt förlöpande sjukdom som medförde stort lidande. År 1667 tvingades han skaffa hjälppräst och 1669 övergav han sin tjänst. Sina sista år levde han i isolering på granngården Ferstikla vid Hvalfjarðarströnd, där han dog 27 oktober 1674. Det var under de första åren av denna utdragna och smärtsamma sjukdomstid som Hallgrímur skrev sina Passíusálmar, där han i 50 psalmer med stor inlevelse berättar historien om Kristi lidande och död. Dessa psalmer, vilka förebådade pietismen, blev omåttligt populära på Island. De finns också helt eller delvis översatta till en mängd olika språk, inklusive latin och kinesiska, och räknas som ett av den protestantiska kristenhetens främsta verk.

## I folktron
Hallgrímur var av sin samtid även känd som världslig diktare. Han knåpade ihop rimor och skämtvisor, och sägs ha gjort både dryckesvisor och smädevisor om folk som han inte tyckte om. Han hade lätt för att finna rim och i folktron utpekades han tidigt som en kraftaskáld eller ákvæðaskáld, det vill säga en person som hade sådan makt över orden att hans dikter gavs trolldomskraft. Flera sägner om detta finns i folklivsforskaren Jón Árnasons Íslenzkar þjóðsögur, till exempel berättelsen om hur en räv diktades ihjäl:
En söndag då Hallgrímur mässade framför altaret i Saurbærs kyrka råkade han genom korfönstret se hur en räv gjorde sig redo att bita ett får. Han blev då så uppbragt att han genast diktade en förbannelse över räven som föll död ner. Men den gången sägs en högre makt ha tagit illa vid sig för att han missbrukat sin skaldegåva på en så helig plats och dessutom under gudstjänsttid. Därför förlorade han nu förmågan att dikta. Men sedan han hade ångrat sig och lovat att endast använda diktandet i det heligas tjänst, fick han förmågan tillbaka. Det var efter detta som han diktade sina Passíusálmar.

## Psalmer

### Psalmer på isländska
- Alt eins og blómstrideina en isländsk begravningspsalm
- Psalmsamlingen Historía pínunnar og daudans drottins vors Jesú Kristi med totalt 50 passionspsalmer. Utgiven 1666.

### Psalmer på danska
- Jesus, min drot översatt till danska av Carl Joakim Brandt
- Nu ledet er min lille översatt till danska av Carl Joakim Brandt

### Psalm på svenska
- Nu är du förd, du lilla Nr X bland "Psalmer att läsas vid enskild andakt" i Den svenska psalmboken 1937
- Lik ängens sköna blomma. Översättning av Alt eins og blómstrideina i den finlandssvenska psalmboken, nummer 556, översatt till svenska av Ulla Britt Gustafsson-Pensar. Samma översättning finns även i Svenska kyrkans finska psalmbok Ruotsin kirkon virsikirja med nummer 746.